# Castbox
Castbox é uma empresa de podcast sediada em Hong Kong. A empresa hospeda e produz seus próprios podcasts.

## Fundação
A Castbox foi fundada em 2016 por Renee Wang, CEO da empresa, em Pequim, na China. A empresa também possui escritórios em São Francisco e Hong Kong.

## Aplicativo
Castbox é um aplicativo que distribui podcasts gratuitos. Até 2019, o aplicativo tinha cerca de um milhão de podcasts disponíveis, incluindo cerca de cinquenta milhões de episódios de podcasts. A plataforma também oferece um serviço premium. Em junho de 2019, a Castbox integrou-se ao Waze, permitindo controles de reprodução para pausar, pular ou reiniciar episódios.

## Podcasts
Além de sua biblioteca de podcasts de diferentes produtoras, a Castbox também produz seus próprios programas. Em 2018, a Castbox fez parceria com a Heard Well na série de episódios do podcast Heard Well Now, que destaca artistas musicais em início de carreira. Até 2018, a Castbox produziu 25 podcasts originais diferentes, incluindo o lançamento de This Sounds Serious em 2019.

## Financiamento
Em 2017, a empresa arrecadou 16 milhões de dólares, e mais 13,5 milhões de dólares adicionais em 2018.